# HK Kharkiv
Le HK Kharkiv était un club de hockey sur glace de Kharkiv en Ukraine. Il évoluait dans la Vychtcha Liha, le premier échelon ukrainien.

## Historique
- Le club est créé en 2007.

## Palmarès
- Aucun titre.